# Ladislav Krejčí (football, 1999)
Pour les articles homonymes, voir Ladislav Krejčí et Krejčí.
Ladislav Krejčí, né le 20 avril 1999 à Rosice (Tchéquie), est un footballeur international tchèque qui évolue au poste de défenseur central ou milieu défensif au Girona FC.

## Biographie

### FC Zbrojovka Brno
Natif de Rosice dans le district de Brno-Campagne en Tchéquie, Ladislav Krejčí est formé par le FC Zbrojovka Brno. C'est avec ce club qu'il débute en professionnel, le 2 octobre 2016 face au Sparta Prague. Il est titulaire lors de cette rencontre qui se solde par un match nul (3-3).
Après deux saisons en première division, le club est relégué en deuxième division tchèque, ce qui permet toutefois à Krejčí de gagner du temps de jeu et de se révéler.

### Sparta Prague
Le 6 juin 2019, est annoncé le transfert de Ladislav Krejčí au Sparta Prague, avec qui il s'engage pour cinq ans. Il joue son premier match sous ses nouvelles couleurs le 20 juillet 2019, face au FK Jablonec. Il est titulaire ce jour-là, et son équipe s'impose par deux buts à zéro. Il découvre également la Ligue Europa avec le Sparta, jouant son premier match de coupe d'Europe le 8 août 2019, lors d'une rencontre qualificative face à Trabzonspor (2-2).
En avril 2021 il se blesse, victime d'une fracture du métatarse qui met fin à sa saison 2020-2021.
Il fait son retour à la compétition à l'été 2021, pour son premier match de Ligue des champions, le 20 juillet, lors d'une rencontre qualificative face au Rapid Vienne. Il se fait remarquer en inscrivant un but, son premier dans cette compétition, mais son équipe s'incline (2-1). Il est à nouveau buteur quatre jours plus tard, lors de la première journée de la saison 2021-2022 contre le SK Sigma Olomouc. Son équipe l'emporte par trois buts à deux ce jour-là. Krejčí est cependant absent ensuite pendant près de trois mois en raisons de blessures musculaires. Il fait son retour le 21 octobre, en Ligue Europa contre l'Olympique lyonnais. Il entre en jeu et marque un but de la tête sur un service de Dávid Hancko dans les toutes dernières minutes du match mais ça ne suffit pas à son équipe pour s'imposer (défaite 3-4 score final),.
Krejčí se fait remarquer le 21 septembre 2023 contre l'Aris Limassol, lors du premier match de la phase de groupe de la Ligue Europa 2023-2024 en réalisant un doublé. D'abord fautif en début de match en provoquant un penalty contre son équipe et transformé par Aleksandr Kokorin, il égalise de la tête en reprenant un corner de Kaan Kairinen, puis en donnant l'avantage à son équipe cinq minute plus tard en marquant son second but, participant ainsi à la victoire des siens ce jour-là (3-2 score final),. Le 3 décembre 2023, Krejčí réalise son deuxième doublé de la saison face au FK Pardubice, en championnat. Il permet à son équipe de s'imposer par deux buts à un,.

### En sélection
Avec les moins de 19 ans, il inscrit un but contre l'Écosse en novembre 2017. Ce match gagné 0-1 rentre dans le cadre des éliminatoires du championnat d'Europe des moins de 19 ans 2018.
Il joue deux matchs avec l'équipe de Tchéquie des moins de 20 ans en 2018.
Ladislav Krejčí joue son premier match avec l'équipe de Tchéquie espoirs contre l'Islande, le 22 mars 2019, lors d'une rencontre amicale. Il entre en jeu en cours de partie, et les deux équipes font match nul ce jour-là (1-1). Le 14 novembre 2019, alors qu'il est titularisé en défense centrale, Ladislav Krejčí inscrit ses deux premiers buts avec les espoirs, face à Saint-Marin. Son équipe s'impose par six buts à zéro ce jour-là. Quatre jours plus tard, il marque de nouveau, contre la Croatie (victoire 1-2). Ces deux rencontres rentrent dans le cadre des éliminatoires de l'Euro espoirs 2021.
Ladislav Krejčí honore sa première sélection avec l'équipe nationale de Tchéquie le 24 mars 2022, à l'occasion d'un match de barrage pour la coupe du monde 2022 contre la Suède. Il entre en jeu et son équipe s'incline par un but à zéro.
Il est retenu dans la liste des 26 joueurs tchèques du sélectionneur Ivan Hašek pour participer à l'Euro 2024. Titulaire sur l'ensemble des matchs (Portugal, Turquie et Géorgie), il sera éliminé avec son équipe dès le premier tour. 